# 高向正和
高向 正和（たかむき まさかず、1974年6月16日 - ）は、日本のイベント企画・制作者。京都府京都市伏見区出身、在住。

## 経歴
１９７４.６.16　誕生
１９８１.４　京都市立小栗栖小学校　入学
１９８３.４　京都市立小栗栖宮山小学校開校に伴い転校
１９８７.３　京都市立小栗栖宮山小学校　卒業
１９９０.３　京都市立小栗栖中学校　卒業
１９９３.３　京都府立東宇治高等学校　卒業
１９９７.３　成安造形大学造形学部造形美術科芸術計画群芸術計画コース　卒業
１９９７〜１９９９　京都映画祭実行委員会事務局　勤務
２０００〜２００１　京都文化財団京都府京都文化博物館　勤務
２００２〜２００３　有限会社アールスタッフ　勤務
２００４　浜名湖花博　会場ディレクター
２００５　愛・地球博　愛・地球広場案内所ディレクター
２００６〜２０１３.７　株式会社カクタス　勤務
２０１３.８〜２０１４.２　山科・感動ツーリズム《山科劇場》実行委員会事務局　勤務
２０１４.４〜　専門学校ＥＳＰエンタテインメント大阪　イベント制作コース講師
２０１４.７〜　個人事業　開業